# Amouddou
Amouddou (en arabe : أمودُّو, signifiant « voyage » en langue amazigh) est une série documentaire marocaine, coproduite par la société Faouzi Vision et diffusée sur la première chaîne nationale, Al Aoula.
Réalisée principalement par Hassan Boufous et présentée par Lahoucine Faouzi, l'émission s'appuie sur un texte rédigé par Mohamed Koukam (décédé le 4 octobre 2019). Chaque épisode avait initialement une durée de 26 minutes, avant de passer à 52 minutes à partir de la septième saison en 2010.

## Fiche technique
- Durée : 26 minutes (jusqu'à l'épisode 106) puis 52 minutes
- Support : HDCAM SR / 4K à partir de 2019
- Diffusion : Al Aoula الأولى (Première chaîne Nationale Marocaine) SNRT[3]
- Rediffusion: Al Aoula, Al Maghribia, Laayoune TV, Tamazight TV[4]
- Langue de diffusion : Arabe classique

## Palmarès
Cette série remporte plusieurs récompenses nationales et internationales :
- 2002 : 1er prix du meilleur réalisateur pour « Dakirat Tagmout » (mémoire de Tagmout) au Festival international de la radio et de la télévision du Caire en 2002.[réf. nécessaire]
- 2003/2005/2006 : Prix du meilleur documentaire national au festival Noujoum Biladi.[réf. nécessaire]
- 2006 : Félicitations du Jury du Festival de la production du documentaire d’Al Jazeera en 2006.[réf. nécessaire]
- 2007 : Prix d’or pour la meilleure émission « Hadith Assoura » (la voix de l’image) au Festival des médias Arab au Caire en décembre 2007[5].
- Mai 2008 : prix  meilleur réalisateur au festival international du film court et du documentaire de Casablanca (03/05/2008) pour « Fête chez les nomades »[réf. nécessaire]
- 2009 : Prix d’or meilleure directeur de photo « Amtoudi, la mère des greniers » au Cairo Arab Media Festival Caire en 15 novembre 2009.[réf. nécessaire]
- 2011 : Mention spéciale du jury au Festival international du film animalier et de l'environnement (FIFALE) à Rabat (avril 2011)[réf. nécessaire]
- 2012 : Premier prix décernés par l'Union de radiodiffusion des États arabes (Arab States Broadcasting Union-ASBU) en Tunisie (octobre 2012)[réf. nécessaire]

## Épisodes
| Saison | Nombre d'épisodes | Année de production                     | Lieu de tournage                                                  | Observations                                                         |
| ------ | ----------------- | --------------------------------------- | ----------------------------------------------------------------- | -------------------------------------------------------------------- |
| 1      | 8                 | 2002                                    | Maroc                                                             |                                                                      |
| 2      | 11                | 2003                                    | Maroc                                                             |                                                                      |
| 3      | 22                | 2004/2005                               | Maroc / France                                                    | Spécial Michel Vieuchange et son périple à Smara au sud marocain.    |
| 4      | 13                | 2006                                    | Maroc                                                             | Spécial nord marocain, du Oualidia aux environs de Tétouan           |
| 5      | 25                | 2007                                    | Maroc                                                             | Spécial Maroc oriental                                               |
| 6      | 27                | 2008                                    | Maroc                                                             | Spécial sud marocain                                                 |
| 7      | 13                | 2009/2010                               | Maroc et Islande                                                  | La plupart des épisodes abordent la vie animalière.                  |
| 8      | 12                | 2011                                    | Maroc                                                             |                                                                      |
| 9      | 12                | 2012/2013                               | Maroc                                                             |                                                                      |
| 10     | 04                | 2014 / 2015 (04 ép) 2016 / 2017 (10 ép) | Maroc                                                             | le Maroc oriental.                                                   |
| 11     | 10                | 2017 / 2018 (10 ép)                     | Maroc                                                             | le Moyen Atlas. [ le premier épisode sur Oujda (l'oriental) ].       |
| 12     | 10                | 2018 / 2019                             | Îles Canaries                                                     |                                                                      |
| 13     | 10                | 2020                                    | Province de Boulemane                                             | Skoura M´daz Ait Ali (oulad ali youssef) La zone du djebel Bouiblane |
| 14     | 10                | 2021                                    | Zaouïat Cheikh                                                    |                                                                      |
| 15     | 10                | 2022                                    | Imilchil Grotte Chaara (Province Taza)Tamselmet (Province Figuig) |                                                                      |
| 16     | 10                | 2023                                    | Provine Midelt Province Sefrou Volubilis El Gour                  |                                                                      |
| 17     | 10                | 2024                                    | Province Tadoudant Province Azilal                                |                                                                      |

- Saison I (épisodes de 26 minutes)
  - 1 : La mémoire de Tagmoute
  - 2 : Les secrets de Wintimdouine
  - 3 : La grotte de Aziza
  - 4 : Les chauves-souris
  - 5 : La grotte Ifri Ouattou
  - 6 : La peche à la pelote
  - 7 : Lac d'Ifni
  - 8 : Tafraout
- Saison II (épisodes de 26 minutes)
  - 9 : La chasse au sanglier
  - 10 : les gouffres de l'Atlas
  - 11 : Nomades de l’Atlas
  - 12 : La grotte d’Akhiam
  - 13 : Perdrix gambra
  - 14 : Le dernier gardien
  - 15 : Ils ont dit 1
  - 16 : Les dromadaires de Bilal
  - 17 : Tantan 1
  - 18 : Tantan 2
  - 19 : Légende des pierres
- Saison III  (spécial Michel Vieuchange -  épisodes de 26 minutes)
  - 20 : Sur les traces de Vieuchange 1
  - 21 : Sur les traces de Vieuchange 2
  - 22 : Sur les traces de Vieuchange 3
  - 23 : Sur les traces de Vieuchange 4
  - 24 : Sur les traces de Vieuchange 5
  - 25 : Sur les traces de Vieuchange 6
  - 26 : Sur les traces de Vieuchange 7
  - 27 : Sur les traces de Vieuchange 8
  - 28 : Sur les traces de Vieuchange 9
  - 29 : Sur les traces de Vieuchange 10
  - 30 : Sur les traces de Vieuchange 11
  - 31 : Sur les traces de Vieuchange 12
  - 32 : Sur les traces de Vieuchange 13
  - 33 : Sur les traces de Vieuchange 14
  - 34 : Sur les traces de Vieuchange 15
  - 35 : Sur les traces de Vieuchange 16
  - 36 : Sur les traces de Vieuchange 17
  - 37 : Sur les traces de Vieuchange 18
  - 38 : Sur les traces de Vieuchange 19
  - 39 : Sur les traces de Vieuchange 20
  - 40 : Ils ont dit 2
  - 41 : Ils ont dit 3
- Saison IV (épisodes de 26 minutes)
  - 42 : la grotte de Goraan
  - 43 : Secrets de la mer
  - 44 : Paradis du nord
  - 45 : Le Saint Benmchich
  - 46 : Visite au Saint Benmchich
  - 47 : Assila
  - 48 : Les vestiges de Tanger
  - 49 : Kasr Almajaz
  - 50 : Les civilisations de Tamuda
  - 51 : Chefchaouen 1
  - 52 : Lhri et Takhoubayt
  - 53 : Héritage des mains
  - 54 : Targha histoire et paysage
- Saison V (épisodes de 26 minutes)
  - 55 : femme de Jebala
  - 56 : Ils ont dit 4
  - 57 : L’histoire de El Habbazi
  - 58 : l'Homme et la nature
  - 59 : Le tapis de Taznaght
  - 60 : Amassine (1re partie)
  - 61 : Amassine (2e partie)
  - 62 : L’oasis de Foum Zguid
  - 63 : Tissint
  - 64 : Tissint : potentialités et perspectives
  - 65 : La Zawiya de Mghimima
  - 66 : Les gravures rupestres, un trésor en péril
  - 67 : l'Homme et le défi de la sécheresse
  - 68 : Le site de Foum Larjam
  - 69 : Les Ksours de Zagora
  - 70 : Ville des deux montagnes
  - 71 : La fête chez les nomades 1er prix : Meilleur réalisateur au Festival International du court métrage et de  documentaire de Casablanca 2007
  - 72 : La cité des kasbahs
  - 73 : La kasabah de Talouet
  - 74 : Ouarzazate : Hollywood d'Afrique
  - 75 : Le Tafilalet, hier et aujourd’hui 1
  - 76 : Le Tafilalet, hier et aujourd’hui 2
  - 77 : La voix de l'image
  - 78 : Dinosaure du Maroc
  - 79 : Tourisme du sud : Pari d'avenir
- Saison VI (épisodes de 26 minutes)
  - 80 : la mémoire d'ifni1
  - 81 : la mémoire d'ifni2
  - 82 : Aknari Ait Baâmrane ( le Cactus d'Ait Baâmrane)
  - 83 : Amgriou village des pêcheurs
  - 84 : La réserve de Naïla
  - 85 : Dakhla, magie d'une ville
  - 86 : Aouserd
  - 87 : La région Oued Dahab Lagouira
  - 88 : Le voyage du mille Mile
  - 89 : La grotte d'Abbou (Ifri N' Abbou)
  - 90 : Qsar assa1
  - 91 : Qsar assa2
  - 92 : L'héritage oublié
  - 93 : L'oasis de Timoulay
  - 94 : Ifrane anti atlas 1
  - 95 : Ifrane anti atlas 2, terre de la tolérance
  - 96 : Ifrane anti atlas 3
  - 97 : Vie des côtes sudistes (1re partie)
  - 98 : Vie des côtes sudistes (2e partie)
  - 99 : Aqqa (1re partie)
  - 100 : Aqqa (2e partie)
  - 101 : Aqqa (3e partie)
  - 102 : Aqqa (4e partie)
  - 103 : Aqqa (5e partie)
  - 104 : Amtoudi (1re partie : L'oasis Mère des greniers). Prix d’or meilleure directeur de photo au Cairo Arab Media Festival 2009[7].
  - 105 : Amtoudi (2e partie)
  - 106 : Best of Amouddou
- Saison VII (épisodes de 52 minutes)
  - 107 : Amtoudi, espoir d'un oasis
  - 108 : Vie sauvage du désert marocain
  - 109 : la faune de la seguia el hamra (1re partie)
  - 110 : la faune de la seguia el hamra (2e partie)
  - 111 : Une journée au Parc national souss massa
  - 112 : le Macaque et le cèdre
  - 113 : Parc national de Tazekka (1re partie)
  - 114 : Parc national de Tazekka (2e partie)
  - 115 : Au profondeurs de Tazekka
  - 116 : Islande, pays de glace et du feu 01
  - 117 : Islande, pays de glace et du feu 02
  - 118 : Islande, pays de glace et du feu 03
  - 119 : Islande, pays de glace et du feu 04
- Saison VIII 
  - 120 : Désert vivant
  - 121 : Dix ans d'Amouddou, Une décennie de connaissances
  - 122 : Dix ans d'Amouddou, les ténèbres des grottes
  - 123 : L'expédition Wintimdouine 2008
  - 124 : À la recherche du Dragonnier
  - 125 : Hailloula d'Essaouira
  - 126 : Mémoire d'Essaouira
  - 127 : L'Eléonore de Mogador
  - 128 : Le jardin zoologique de Rabat
  - 129 : La zone humide du bas Loukos
  - 130 : La Merja zerga
  - 131 : Les saints de Tassaout
- Saison IX
  - 132 : Sidi Boughaba, le dernier témoin
  - 133 : kénitra, l'histoire
  - 134 : Le fantôme du moyen Atlas
  - 135 : L'éxpédition RA II
  - 136 : Safi...le cri de l'histoire
  - 137 : Safi...La magie des mains
  - 138 : Le livre de Mazagan
  - 139 : Doukkala et ses histoires
  - 140 : Alhoceima 01
  - 141 : Alhoceima 02
  - 142 : Alhoceima 03
  - 143 : Alhoceima 04
- Saison X
  - 144 : Le Ksar d'ICH
  - 145 : Les nomades Bni Guil
  - 146 : La mine de Bouâarfa
  - 147 : Figuig, le don des sources
  - 148 : Taourirt 01
  - 149 : Taourirt 02
  - 150 : Les trésors de Debdou
  - 151 : La sécheresse et le pulse de la vie
  - 152 : Tafoughalt, les Béni-Snassen, les âges camouflés
  - 153 : Tafoughalt, l'odorat des gorges
  - 154 : Tafoughalt, les richesse du parc national
  - 155 : Berkane, les Béni-Snassen, l'écho du temps et de l'espace
  - 156 : Les perles du Nador 01
  - 157 : Les perles du Nador 02
- Saison XI
  - 158 : Oujda, la ville millénaire
  - 159 : La voie des Sultans 01
  - 160 : La voie des Sultans 02
  - 161 : Le château d'eau du Maroc
  - 162 : Les sources d'Oum Errabiâ
  - 163 : Sous la pitié de la "mort" blanche
  - 164 : Un espoir derrière la forêt
  - 165 : Ressusciter l'âme de l'Atlas
  - 166 : Les durs simples
  - 167 : Le pays des inconnus
- Saison XII
  - 168 : Les secrets des îles Canaries 01
  - 169 : Les secrets des îles Canaries 02
  - 170 : Les secrets des îles Canaries 03
  - 171 : Les secrets des îles Canaries 04
  - 172 : Les secrets des îles Canaries 05
  - 173 : Les secrets des îles Canaries 06
  - 174 : Les secrets des îles Canaries 07
  - 175 : Les secrets des îles Canaries 08
  - 176 : Les secrets des îles Canaries 09
  - 177 : Les secrets des îles Canaries 10
- Saison XIII
  - 178 : Le paradis oublié 1
  - 179 : Le paradis oublié 2
  - 180 : Raviver le rêve
  - 181 : Le village silencieux
  - 182 : La terre de la bonté
  - 183 : Les secrets non dévoilés de Bouiblane 01
  - 184 : Les secrets non dévoilés de Bouiblane 02
  - 185 : Les secrets non dévoilés de Bouiblane 03
  - 186 : Les secrets non dévoilés de Bouiblane 04
  - 187 : Les rêves du paradis de l'Atlas
- Saison XIV
  - 188 : Les traces de la panthère de l'Atlas
  - 189 : Le cri d'alarme des monuments en péril des ancêtres
  - 190 : Les traces de la tribu perdue des Ait Imour 01
  - 191 : Les traces de la tribu perdue des Ait Imour 02
  - 192 : L'élixir jaillissant de Ait Oum El Bekht
  - 193 : Les profondeurs inexplorées
  - 194 : Les lieux parés de joyaux
  - 195 : Les métiers en voie de disparition
  - 196 : Quand l'éclat de lumière scintillera-t-il ?
  - 197 : À la recherche de l'homme qui avait vu le lion de l'Atlas
- Saison XV
  - 198 : Imilchil, l'épopée du temps, du terrain et du peuple
  - 199 : Anarghou, le village inhabituel
  - 200 : Imilchil, la terre vierge et magnifique
  - 201 : L´Aidi, le chien méconnu de l'Atlas
  - 202 : Les lionnes de l'Atlas
  - 203 : Rêver en grand
  - 204 : Vers l'endroit le plus lointain
  - 205 : Le crocodile et les ours de Taza
  - 206 : Le Ksar de Tamselmt
  - 207 : Les lions de l'Atlas : la vérité et l'illusion
- Saison XVI
  - 208 : La symphonie de Midelt
  - 209 : La vie des bergers nomades
  - 210 : Dans les profondeurs des mines
  - 211 : Les secrets de la Zaouiat Sidi Hamza
  - 212 : L'isolement des sanctuaires sacrés
  - 213 : En présence du monstre des montagnes
  - 214 : Le jardin du Maroc ❶
  - 215 : Le jardin du Maroc ❷
  - 216 : Volubilis, la fleur des cités
  - 217 : Volubilis et El Gour
- Saison XVII
  - 218 : Les Gardiens d’un Éden en péril
  - 219 : Pour le meilleur et pour le pire
  - 220 : Azilal, Musée de la vie
  - 221 : Les Cavaliers de la montagne
  - 222 : Une richesse en jeu
  - 223 : À la lisière du vide
  - 224 : Contes d’Imsfrane
  - 225 : Asinsg, la voix sifflée des montagnes
  - 226 : Aït Bougmaz, greniers entre échos et oubli
  - 227 : Aït Bougmaz, vestiges de sagesse montagnarde

## Traduction en langues internationales
Depuis 2020, la chaîne YouTube Amouddou TV | HD | قناة الأفلام الوثائقية أمودّو a commencé à traduire les épisodes de la série documentaire en langues internationales. Jusqu'à 2024, les saisons 01, 02, 03, 04, 05, 12, 13, 14, 15, 16 et 17 ont été traduites en anglais sous forme de sous-titres écrits.